# 月下追信
月下追信，是中國象棋殘局之一。